# Вудс, Кортни
Кортни Вудс (англ. Courtney Woods; род. 24 марта 1997 года в Брисбене, Квинсленд, Австралия) — австралийская профессиональная баскетболистка, выступает за клуб женской национальной баскетбольной лиги «Таунсвилл Файр». На драфте ВНБА 2020 года не была выбрана ни одним из клубов. Играет на позиции атакующего защитника и лёгкого форварда. Чемпионка женской НБЛ (2023).
В составе национальной сборной Австралии она стала победительницей чемпионата Азии 2025 года в Шэньчжэне.

## Ранние годы
Кортни Вудс родилась 24 марта 1997 года в городе Брисбен (штат Квинсленд), дочь Дейны Вудс, урождённой Фиш, у неё есть старшие брат и сестра, а училась она там же в Англиканской школе для девочек имени Святой Маргариты, в которой выступала за местную баскетбольную команду.

## Профессиональная карьера
2 июля 2020 года Кортни Вудс подписала договор на два года с командой женской национальной баскетбольной лиги «Таунсвилл Файр» и уже в дебютном сезоне помогла своей команде пробиться в большой финал, но в решающем матче «Файр» уступили «Саутсайд Флайерз» со счётом 82:99. Сама Вудс в том сезоне провела 14 встреч, набирая по 6,1 очка, 1,6 подбора и 0,8 передачи в среднем за игру.
В 2020 году Вудс выставила свою кандидатуру на драфт ВНБА, на котором она не была выбрана ни одной из команд и в женской национальной баскетбольной ассоциации пока не играла.